# 木木
木木（1977年10月21日—）是日本漫畫家。

## 作品

### 漫畫
- 魔法人西德＆利德系列（日语：魔術使いシド&リドシリーズ）、全9冊[註 1]
  1. 傳奇變奏曲（日语：ロマネスクバリエ）[註 2]、東立出版社
  2. 魔法變奏曲（日语：ミスティックバリエ）[註 3]、東立出版社
  3. 古典小夜曲（日语：クラシカルバリエ）[註 4]、東立出版社
  4. 甜蜜變奏曲（日语：スウィートバリエ）[註 5]、長鴻出版社
  5. 剪影變奏曲（日语：シルエットバリエ）[註 6]、長鴻出版社
  6. 新月變奏曲（日语：クレセントバリエ）[註 7]、長鴻出版社
  7. 秘密變奏曲（日语：シークレットバリエ）[註 8]、長鴻出版社
  8. 魔幻變奏曲（日语：ファンタスティックバリエ）[註 9]、長鴻出版社
  9. 思鄉變奏曲（日语：ノスタルジックバリエ）[註 10]、長鴻出版社
- 天才方程式（日语：ジーニアス スクエア）、全1冊、長鴻出版社
- BLUE PRISONER - 深藍之囚（日语：BLUE PRISONER）、全1冊、長鴻出版社
- 1/2奇幻雙胞胎（日语：1/2 -ニブンノイチ-）、全3冊、臺灣東販
- Love me tender - 溫柔的愛我（日语：ラヴ ミー テンダー）、全8冊、長鴻出版社
- 天然王子的寶石箱（日语：天然王子の宝石箱）、全5冊、東立出版社

### 插畫
- 科學偵探謎野真實系列（日语：科学探偵 謎野真実シリーズ）（共著：佐東綠（日语：佐東みどり）、石川北二[註 11]、木滝理真（日语：木滝りま）、田中智章）、小熊出版
  1. 科學偵探vs. 學校的七大不可思議（日语：科学探偵vs. 学校の七不思議）（2017年)
  2. 科學偵探vs.受詛咒的校外旅行（日语：科学探偵vs. 呪いの修学旅行）（2017年）
  3. 科學偵探vs. 魔界都市傳說（日语：科学探偵vs. 魔界の都市伝説）（2018年）
  4. 科學偵探vs. 黑暗福爾摩斯學園（日语：科学探偵vs. 闇のホームズ学園）（2018年）
  5. 科學偵探vs.消失的島嶼（日语：科学探偵vs. 消滅した島）（2018年）
  6. 科學偵探vs.妖魔之村（日语：科学探偵vs. 妖魔の村）（2019年）
  7. 科學偵探vs.超能力少年（日语：科学探偵vs. 超能力少年）（2019年）
  8. 科學偵探vs.暴走的AI【上集】（日语：科学探偵vs. 暴走するＡＩ［前編］）（2020年）
  9. 科學偵探vs.暴走的AI【下集】（日语：科学探偵vs. 暴走するＡＩ［後編］）（2020年）

註釋
1. ↑  此系列所有作品僅台版書背皆特別標示"全1冊"；但長鴻出版的後六冊書內皆有印製"魔法人西德＆利德系列#"字樣，標示該漫畫為系列中的第幾本書，並非實際全一冊。
2. ↑  中日副題皆為：Romanesque Variée
3. ↑  中日副題皆為：Mystic Variée
4. ↑  中日副題皆為：Classical Variée
5. ↑  中日副題皆為：Sweet Variée
6. ↑  中日副題皆為：Silhouette Variée
7. ↑  中日副題皆為：Crescent Variée
8. ↑  中日副題皆為：Secret Variée
9. ↑  中日副題皆為：Fantastic Variée
10. ↑  中日副題皆為：Nostalgic Variée
11. ↑  石川北二未參與編寫第六集《科學偵探vs.妖魔之村》

## 外部連結
- KIKIHOUSE（公式網站）
  - PC本館 http://www.kikihouse.com/ （页面存档备份，存于） （日語）
  - 攜帶別館 http://www.kikihouse.com/k/ （页面存档备份，存于） （日語）
- 木木的X（前Twitter）
- 博客來網路書店 - 目前您搜尋的關鍵字為：木木
- 幻冬舎的《魔法人西德＆利德系列》特設頁面 （页面存档备份，存于） （日語）